# Chaetonotus testiculophorus
Chaetonotus testiculophorus är en djurart som tillhör fylumet bukhårsdjur, och som beskrevs av William D. Hummon 1966. Chaetonotus testiculophorus ingår i släktet Chaetonotus och familjen Chaetonotidae. Inga underarter finns listade i Catalogue of Life.